# Nordische Hockeymeisterschaft
Die Nordische Hockeymeisterschaft war ein Hockeyturnier für Herren- und Damennationalmannschaften sowie für Junioren (Herren) aus den Nordischen Ländern. Es fanden zwischen 1990 und 2000 sechs Auflagen für die Erwachsenen sowie vier Auflagen für die Junioren statt. Regelmäßige Teilnehmer waren Dänemark, Finnland und Schweden, 2000 nahm bei den Herren (Erwachsene) auch Norwegen teil.

## Herren

### Turniere
| Turnier | Gold     | Silber   | Bronze   | Vierter  | Austragungsort     |
| ------- | -------- | -------- | -------- | -------- | ------------------ |
| 2000    | Schweden | Dänemark | Finnland | Norwegen | Helsinki, Finnland |
| 1997    | Schweden | Dänemark | Finnland | –        | Kalmar, Schweden   |
| 1996    | Dänemark | Schweden | Finnland | –        | Slagelse, Dänemark |
| 1994    | Schweden | Finnland | Dänemark | –        | Oslo, Norwegen     |
| 1992    | Schweden | Dänemark | Finnland | –        | Porvoo, Finnland   |
| 1990    | Dänemark | Schweden | Finnland | –        | Vejle, Dänemark    |

### Medaillenspiegel
| RF | Land     | G | S | B | Vierter | Gesamt |
| -- | -------- | - | - | - | ------- | ------ |
| 1  | Schweden | 4 | 2 | 0 | 0       | 6      |
| 2  | Dänemark | 2 | 3 | 1 | 0       | 6      |
| 3  | Finnland | 0 | 1 | 5 | 0       | 6      |
| 4  | Norwegen | 0 | 0 | 0 | 1       | 1      |

## Damen

### Turniere
| Turnier | Gold     | Silber   | Bronze   | Austragungsort     |
| ------- | -------- | -------- | -------- | ------------------ |
| 2000    | Finnland | Schweden | –        | Helsinki, Finnland |
| 1997    | Schweden | Finnland | Dänemark | Kalmar, Schweden   |
| 1996    | Schweden | Dänemark | Finnland | Slagelse, Dänemark |
| 1994    | Finnland | Schweden | Dänemark | Oslo, Norwegen     |
| 1992    | Finnland | Schweden | Dänemark | Porvoo, Finnland   |
| 1990    | Finnland | Schweden | Dänemark | Vejle, Dänemark    |

### Medaillenspiegel
| RF | Land     | G | S | B | Gesamt |
| -- | -------- | - | - | - | ------ |
| 1  | Finnland | 4 | 1 | 1 | 6      |
| 2  | Schweden | 2 | 4 | 0 | 6      |
| 3  | Dänemark | 0 | 1 | 4 | 5      |

## Junioren (Herren)

### Turniere
| Turnier | Gold     | Silber   | Bronze   | Austragungsort   |
| ------- | -------- | -------- | -------- | ---------------- |
| 1997    | Schweden | Dänemark | Finnland | Kalmar, Schweden |
| 1994    | Schweden | Dänemark | Finnland | Oslo, Norwegen   |
| 1992    | Schweden | Dänemark | Finnland | Porvoo, Finnland |
| 1990    | Schweden | Finnland | Dänemark | Vejle, Dänemark  |

### Medaillenspiegel
| RF | Land     | G | S | B | Gesamt |
| -- | -------- | - | - | - | ------ |
| 1  | Schweden | 4 | 0 | 0 | 4      |
| 2  | Dänemark | 0 | 3 | 1 | 4      |
| 3  | Finnland | 0 | 1 | 3 | 4      |